# J. 폴 보에머
J. 폴 보에머(J. Paul Boehmer, 1965년 10월 30일 ~ )는 미국의 배우, 텔레비전 배우이다. 데이턴에서 태어났다.

## 영화
- 스카이라인 (2010년) - 콜린 역
- 굿 저먼 (2006년)